# سفرهایی به همراه گربه‌هایم
«سفرهایی به همراه گربه‌هایم» (به انگلیسی: Travels with My Cats) داستانی کوتاه در زمینه فانتزی/واقع‌گرایی جادویی از مایک رسنیک است که اولین بار در فوریه ۲۰۰۴ در مجله علمی‌تخیلی آسیموف چاپ شد. این داستان موفق به دریافت جایزه هوگو برای بهترین داستان کوتاه در سال ۲۰۰۵ شد.

## داستان
اثان اونز (به انگلیسی: Ethan Owens)، در کودکی کتابی گمنام با نام «سفرهایی به همراه گربه‌هایم» نوشته بانو پریسیلا والاس (به انگلیسی: Miss Priscilla Wallace) (درگذشته در ۱۹۲۶ میلادی) را می خرد که شیفته آن شده و بارها آنرا می‌خواند. زمان می‌گذرد و او اکنون چهل سال دارد و ویرایشگر یک روزنامه کوچک محلی و یک رمان‌نویس ناموفق (با یک رمان چاپ‌نشده) است که زندگی تنها و ناامیدکننده‌ای دارد تا اینکه روزی با خواندن دوباره کتاب، پریسیلا والاس را می‌بیند و چندین شب را به صحبت با او می‌گذراند. پس از بین رفتن کتاب در حادثه‌ای، او تمام کشور را به دنبال پیدا کردن نسخه دیگری از کتاب زیر پا می‌گذارد تا با خواندنش بتواند پریسیلا را دوباره به زندگی برگرداند.

## دستاوردها
این داستان موفق به کسب چند جایزه و یک نامزدی شد:
- جایزه هوگو برای بهترین داستان کوتاه در سال ۲۰۰۵
- برنده رای‌گیری خوانندگان آسیموف (Asimov’s Readers Poll Winner) در سال ۲۰۰۵
- نامزد دریافت جایزه نبولا در سال ۲۰۰۴
- نام برده شده در گلچین بهترین داستان‌های علمی‌تخیلی سال
- جایزه GPI (به فرانسوی: Grand Prix de l’Imaginaire) برای برگردان فرانسوی این داستان که در مجله Galaxies به چاپ رسید.[۲]